# Aurore Clément
Aurore Clément ( nacida el 12 de octubre de 1945) es una actriz francesa que ha aparecido en películas y producciones televisivas en francés e inglés. Es reconocida por haber trabajado en películas con aclamación universal como ser Apocalipsis Now (1979) y París, Texas (1984).
Clément debutó en los escenarios en 1988 con La vida de Albert Nobbs , una adaptación del cuento de George Moore, y ganó un premio de interpretación de la Asociación Francesa de Críticos de Teatro. Ha participado en varias obras, entre ellas Les Eaux et Forêts y La dama de las camelias, por las que fue nominada a los Premio Molière (el equivalente a los Tony estadounidenses ). 

## Vida personal
Clément está casado desde 1986 con Dean Tavoularis , un diseñador de producción cinematográfica.